# Алкалаев-Калагеоргий, Константин Николаевич
Константи́н Никола́евич Алкала́ев-Калагео́ргий (1825—1885) — полковник, ярославский полицмейстер с 1862 по 1884 годы.

## Биография
Из дворян Киевской губернии. Родители — Николай Авраамович Калагеоргий-Алкалаев (троюродный брат — И. Х. Калагеорги) и Роза Мартыновна Белецкая. Николай Авраамович был женат дважды (вторая жена — Анна Петровна Митюкова); от двух жён у него было 13 детей. Один из единокровных братьев Константина Николаевича — Иван Николаевич Алкалаев-Калагеоргий.
Родился 11 апреля 1825 г. Воспитывался в частном учебном заведении. Вступил в военную службу в чине подпрапорщика в 1843 году. В 1849 году участвовал в подавлении революции в Венгрии. В том же году произведен в прапорщики.
В 1858 году переведен в штат петербургской полиции. В 1860 году произведен в капитаны. В 1861 году К. Н. Алкалаеву-Калагеоргию поручено управлять 1-й Адмиралтейской частью Петербурга.
В том же 1861 году назначен ярославским полицмейстером. За отличие по службе в 1865 году произведен в майоры, позднее дослужился до полковника.
Высочайшим Приказом по Военному ведомству о чинах военных от 11 июня 1884 года ярославский полицмейстер, числящийся по армейской пехоте полковник Алкалаев-Калагеоргий, был уволен от службы «за болезнью», «с мундиром и с пенсией».

## Награды
Награждён орденами: св. Анны 3 ст. — 4 июля 1869 года; св. Станислава 2 ст. — 8 июля 1871 года; св. Владимира 4 ст. с бантом за выслугу беспорочно 25 лет — 22 сентября 1871 года.
Имел также серебряную медаль за усмирение Венгрии и Трансильвании в 1849 года (22 января 1850 года) и светло-бронзовую медаль в память Крымской войны 1853—1856 годов.

## Семья
Жена — Людмила Григорьевна Дротаевская (брак заключён в Киеве в 1848 году). Дети: Андрей (1861—1879), Николай (1863—1885), Константин (1866 — ок. 1921), Василий. В числе внуков — Константин и Владимир Константиновичи Алкалаевы.

## Упоминания в мемуарах
К. Н. Алкалаев-Калагеоргий упоминается у В. А. Гиляровского в «Моих скитаниях» (вторая часть фамилии Константина Николаевича, как это часто бывает, дана в искажённом виде), а также в воспоминаниях А. М. Достоевского, брата писателя.
Гиляровский:
К нам подходит полковник небольшого роста, полицмейстер Алкалаев-Карагеоргий, которого я издали видел в городе... Брандмейстер докладывает ему, что я его спас.

— Молодец, братец! Представим к медали.

Я вытянулся по-солдатски.

— Рад стараться, ваше высокоблагородие.

Достоевский:
Полицмейстером он и смолоду был не ахти мне хорошим; но в таком мирном городке как Ярославль и он казался и деятельным и безукоризненным!.. Как человек он был очень добрый и приветливый и, конечно, я познакомился с ним с первых дней приезда и часто встречался за карточным столом у Бокшанскаго, Окерблома, Вейцлера и Веселовского. Жена его, Людмила Григорьевна Алкалаева-Калагеоргий, не была даже дамою просто приятною. Какая-то бестактность, проявлявшаяся /в ней/, конечно, вследствие неровности характера её, делало её иногда неприятною собеседницею. Её звали между прочим Индышкой, на каковую птицу она действительно была иногда похожа. Но, впрочем, Людмила Григорьевна была добрая женщина, любившая очень своё семейство, и готовая выцарапать, как говорится, глаза всякому, кто осмелился бы двусмысленно отозваться об её муже или детях!